# Lilian Jégou
Lilian Jégou (Nantes, 20 gennaio 1976) è un ex ciclista su strada francese, professionista dal 2003 al 2010.

## Carriera
Passò professionista nel 2003 con la Crédit Agricole di Roger Legeay, squadra in cui svolse uno stage nella stagione precedente, senza conquistare successi. Nel 2005 passò alla Française des Jeux di Marc Madiot, ottenendo in quattro stagioni quattro successi: due tappe alla Tropicale Amissa Bongo, una tappa al Tour du Limousin e la classifica generale della Tropicale Amissa Bongo nel 2008. Nel 2009 passò alla Bretagne-Schuller, con cui vinse una tappa al Circuito Montañés ed il Grand Prix Cristal Energie nel 2010, ritirandosi al termine di detta stagione. Prese parte a tre edizioni del Giro d'Italia e tre del Tour de France.

## Palmarès
- 2001 (Bretagne U-Pédale Plouviennoise)

Jard-Les Herbiers
Manche-Atlantique
Classifica generale Mi-Aout en Bretagne
- 2002 (Bretagne U-Pédale Plouviennoise/Crédit Agricole)

Circuit du Morbihan - Trophée Jean Folch
Fleche de Locminé
Route Bretonne - Souvenir Loïc Le Flohic
Grand Prix Gilbert Bousquet
Paris-Vierzon
Classifica generale Mi-Aout en Bretagne
- 2006 (Française des Jeux, una vittoria)

2ª tappa La Tropicale Amissa Bongo (Lambaréné > Kango)
- 2007 (Française des Jeux, due vittorie)

4ª tappa La Tropicale Amissa Bongo (Oyem > Mitzic)
3ª tappa Tour du Limousin (Abjat-sur-Bandiat > Rochechouart)
- 2008 (Française des Jeux, una vittoria)

Classifica generale La Tropicale Amissa Bongo
- 2010 (Bretagne-Schuller, una vittoria)

3ª tappa Circuito Montañés (Miengo > El Astillero)

#### Altri successi
- 2004 (Crédit Agricole)

Classifica sprint Uniqa Classic
- 2009 (Bretagne-Schuller)

Classifica scalatori Tour des Alpes-Maritimes
- 2010 (Bretagne-Schuller)

Grand Prix Cristal Energie

## Piazzamenti

### Grandi Giri
- Giro d'Italia

2005: 98º
2007: 75º
2008: 85º
- Tour de France

2003: ritirato (9ª tappa)
2007: 97º
2008: ritirato (7ª tappa)

### Classiche monumento
- Giro delle Fiandre

2004: ritirato
- Parigi-Roubaix

2003: ritirato
2004: ritirato
2006: ritirato